# 耶奥里·滕瓦尔
耶奥里·滕瓦尔（瑞典語：Georg Tengwall，1896年4月6日—1954年3月5日），瑞典前男子帆船运动员。他曾代表瑞典参加1920年夏季奥林匹克运动会帆船比赛，获得40平方米级金牌。